# Notogomphus flavifrons
Notogomphus flavifrons – gatunek ważki z rodziny gadziogłówkowatych (Gomphidae).